# 森保圓
森保圓（日语：／ Moriyasu Madoka，1997年7月26日—）是日本女藝人、鋼琴家，為女子偶像團體HKT48 Team KIV前成員，長崎縣長崎市出身，所屬經紀公司為Aster。2011年以HKT48一期生身分出道。2021年5月29日自HKT48畢業。

## 經歷
在父親的主動報名下，參加HKT48一期生的徵選。2011年7月10日，通過最終審查正式成為HKT48創團成員。10月23日在西武巨蛋舉行的《飛翔入手》發售紀念全國握手會活動「AKB48祭典 powered by AKB48神TV」中，與其他的HKT48成員首次公開亮相。11月26日，在HKT48劇場柿落公演中正式於劇場出道。
2012年3月4日，HKT48分隊Team H成立，成為正規成員16名之一。7月6日，於「AKB48第29張單曲選拔猜拳大會」中猜拳不敵上野圭澄，在第三回戰出局，未能入選單曲選拔成員。
2014年1月11日，於大分縣iichiko剧场“HKT48九州7县巡演～和可爱的孩子们一起旅行～”的第一天夜公演中，發表了被稱為「轉班」（クラス替え）的隊伍重组消息，由Team H轉移到新Team KIV分隊。5月23日，在《AKB觀光大使》（富士电视ONE）中，被任命為家鄉長崎市觀光大使。6月7日，於「AKB48第37張單曲選拔總選舉」中獲得33,545票，得到第25名，為「Under Girls」，同時是首次進入圈內。9月17日，於「AKB48 Group 猜拳大會2014」中發表入選為AKB48第38張單曲《希望無限》選拔成員，首次成為AKB48單曲選拔成員。
2015年1月，单独出演家乡長崎縣以知名的岩崎本舖（岩崎食品）的广告。5月2日，在「AKB48×週刊PLAYBOY×755watch」合作舉辦的個人寫真集爭奪戰中拿下第一名，並憑此成績獲得推出個人寫真集的機會。6月6日，於「AKB48第41張單曲選拔總選舉」中獲得19,401票，得到第43名，為「Next Girls」。9月30日，發行個人第一本寫真集《森的獨白》（森のモノローグ）。10月30日，在富士電視台特別節目《藝能界特技王決定戰 TEPPEN》系列2015年秋季版的鋼琴比賽項目中，以97分贏得冠軍，並憑此成績獲得推出個人鋼琴演奏專輯的機會。並於11月26日的「HKT48劇場4周年記念特別公演」中正式發表此消息。
2016年6月18日，於「AKB48第45張單曲選拔總選舉」中獲得20,228票，得到第50名，为「Future Girls」。
2017年6月17日，於「AKB48第49張單曲選拔總選舉」獲得27,384票，得到第31名，为「Under Girls」。
2018年1月14日，參加了在神田明神舉行的AKB48 Group 2018年成人式。8月7日，於個人Twitter上宣布，因腿傷將暫停參與劇場公演。
2019年8月27日，出演於AKB48劇場舉行的HKT48出差公演「Chou單獨公演『Chou會』」，時隔約一年回歸劇場公演。
2020年1月29日，先前提及的個人鋼琴演奏專輯《我心中的我自己》（私の中の私）發行，由資深音樂人松任谷正隆擔任總製作人。
2021年3月6日，在「博多七色」（博多なないろ）公演中宣布畢業，當時表示畢業後未定。5月23日，在Team KIV 3rd Stage“制服之芽” 公演中舉行畢業公演。5月29日，在北九州Soleil Hall舉行畢業演唱會「HKT48演唱會 大家還好嗎？ 〜森保圓 畢業式〜」（HKT48コンサート みんな元気にしとった? 〜森保まどか 卒業式〜），正式從HKT48畢業。6月13日，出席HKT48第14張單曲《想和你一起去某個地方》劇場盤發行紀念「會場聊天會」代替活動，此為她以HKT48成員身分參加的最後一場活動。7月26日，在24日生日當天，於個人Instagram宣布將於8月回歸演藝活動，並於9月加入經紀公司Aster。12月5日，於福岡市內舉行的粉絲見面會「conne，muddler」中，宣布開設官方粉絲俱樂部「club Muddler」。12月17日，成為長崎草莓PR大使。
2022年12月10日，森保擔當主演的舞台劇《再會吧！青春小鳥》開始演出，為個人首次主演舞台劇。

## 人物
- 有一個弟弟[47]。
- 6歲（幼稚園大班）時，因「在朋友之間很流行」，主動請求母親讓她學鋼琴，成為她進入「以參加比賽獲獎為目標的正統鋼琴教室」的契機[48]，學習了8年的鋼琴[49]。儘管母親本身沒有鋼琴經驗，卻在她的學習過程中給予許多支持[50]，曾在2010年的第14屆PIARA鋼琴競賽全國大會（PIARAピアノコンクール全国大会）[51]與第一屆在日歐洲國際鋼琴競賽（European International Piano Concours in Japan）等日本全國性的鋼琴比賽中獲得少年組前8與中學生組第9名的成績[52]，在加入HKT48後有時會在演唱會中擔任鋼琴伴奏。
- 擁有絕對音感[53]。由於從小專注學鋼琴，較不擅長運動[54]。
- 擅長的科目是國語（指日語）和英語，特別是英語，初中1年級時取得實用英語技能檢定3級[53]。
- 她將自己的粉絲稱為「Muddler」（まどらー）[55]。在2014年推出的生誕紀念T恤上，寫有「NO MUDDLER NO LIFE」的標語[56]。
- 她與松岡菜摘被合稱為「Natsumado」（なつまど），被譽為HKT48的「雙美少女組合」[57]。

## 音樂作品
- 標註「★」符號者表示該首歌曲有拍攝MV。

### 單曲CD
HKT48
|      | 發行日期       | 單曲名稱               | 參與歌曲名稱             | 名義             | 收錄於      | MV | 備註                     |
| ---- | -------------- | ---------------------- | ------------------------ | ---------------- | ----------- | -- | ------------------------ |
| 1st  | 2013年3月20日  | 喜歡！喜歡！小跳步！   | 喜歡！喜歡！小跳步！     |                  | 全版本      | ★  | A面曲 首次進入選拔       |
| 1st  | 2013年3月20日  | 喜歡！喜歡！小跳步！   | 求求你華倫亭             |                  | 全版本      |    |                          |
| 1st  | 2013年3月20日  | 喜歡！喜歡！小跳步！   | 現在是第一               | 旨口姬           | Type-B      | ★  |                          |
| 2nd  | 2013年9月4日   | 哈密瓜汁               | 哈密瓜汁                 |                  | 全版本      | ★  | A面曲                    |
| 2nd  | 2013年9月4日   | 哈密瓜汁               | 在那裡思考些什麼？       |                  | 全版本      |    |                          |
| 2nd  | 2013年9月4日   | 哈密瓜汁               | 泥之節拍器               | 皆口姬           | Type-B      | ★  |                          |
| 3rd  | 2014年3月12日  | 櫻花，大家一起來品嚐   | 櫻花，大家一起來品嚐     |                  | 全版本      | ★  | A面曲                    |
| 3rd  | 2014年3月12日  | 櫻花，大家一起來品嚐   | 你怎麼了？               |                  | 全版本      |    |                          |
| 3rd  | 2014年3月12日  | 櫻花，大家一起來品嚐   | 與前男友的哥哥交往這回事 | Team KIV         | Type-B      | ★  |                          |
| 3rd  | 2014年3月12日  | 櫻花，大家一起來品嚐   | 因為喜歡你（博多腔版）   |                  | 劇場盤      |    |                          |
| 4th  | 2014年9月24日  | 有所保留的我愛你！     | 有所保留的我愛你！       |                  | 全版本      | ★  | A面曲                    |
| 4th  | 2014年9月24日  | 有所保留的我愛你！     | 現在 正想著你            |                  | 全版本      |    |                          |
| 4th  | 2014年9月24日  | 有所保留的我愛你！     | 在夏季之前               | Team KIV         | Type-B      | ★  |                          |
| 5th  | 2015年4月22日  | 12秒                   | 12秒                     |                  | 全版本      | ★  | A面曲                    |
| 5th  | 2015年4月22日  | 12秒                   | 摇滚吧、人生就是…        |                  | 全版本      | ★  |                          |
| 5th  | 2015年4月22日  | 12秒                   | 去夏威夷吧               | Team KIV         | Type-C      | ★  |                          |
| 6th  | 2015年11月25日 | 吵死了！               | 吵死了！                 |                  | 全版本      | ★  | A面曲                    |
| 6th  | 2015年11月25日 | 吵死了！               | 黃昏的二人車             |                  | 全版本      |    |                          |
| 6th  | 2015年11月25日 | 吵死了！               | 看见梦想的Team KIV       | Team KIV         | Type-B      | ★  |                          |
| 6th  | 2015年11月25日 | 吵死了！               | 戀的指尖                 |                  | 劇場盤      |    |                          |
| 7th  | 2016年4月13日  | 给74亿分之1的你        | 给74亿分之1的你          |                  | 全版本      | ★  | A面曲                    |
| 7th  | 2016年4月13日  | 给74亿分之1的你        | Chain of love            |                  | 全版本      |    |                          |
| 8th  | 2016年9月7日   | 最棒了唷               | 最棒了唷                 |                  | 全版本      | ★  | A面曲                    |
| 8th  | 2016年9月7日   | 最棒了唷               | 梦一场                   | 穴井千寻与同伴们 | Type-A      | ★  |                          |
| 8th  | 2016年9月7日   | 最棒了唷               | Go Bananas!              | Team KIV         | Type-C      | ★  |                          |
| 9th  | 2017年2月15日  | BUG也無妨              | 不可避免的情人           |                  | 全版本      | ★  |                          |
| 9th  | 2017年2月15日  | BUG也無妨              | HKT48家族                |                  | 劇場盤      |    |                          |
| 10th | 2017年8月2日   | 接吻真的只能慢慢來嗎？ | 接吻真的只能慢慢來嗎？   |                  | 全版本      | ★  | A面曲                    |
| 11th | 2018年5月2日   | 快轉的月曆             | 快轉的月曆               |                  | 全版本      | ★  | A面曲                    |
| 11th | 2018年5月2日   | 快轉的月曆             | 不想當成是季節的錯       |                  | 全版本      |    |                          |
| 12th | 2019年4月10日  | 意志                   | 意志                     |                  | 全版本      | ★  | A面曲                    |
| 12th | 2019年4月10日  | 意志                   | 從誰開始握手             |                  | 全版本      |    |                          |
| 12th | 2019年4月10日  | 意志                   | 無論何時都在身旁         |                  | Type-A      | ★  |                          |
| 13th | 2020年4月22日  | 3-2                    | 3-2                      |                  | 全版本      | ★  | A面曲                    |
| 13th | 2020年4月22日  | 3-2                    | Kiss的花瓣               | Chou             | Type-A      | ★  | 與松岡菜摘共同擔任Center |
| 13th | 2020年4月22日  | 3-2                    | 青春的出口               |                  | 劇場盤      |    |                          |
| 14th | 2021年5月12日  | 想和你一起去某個地方   | 想和你一起去某個地方     | 燕選拔           | 全版本      | ★  | A面曲                    |
| 14th | 2021年5月12日  | 想和你一起去某個地方   | 這條道路                 |                  | 除Type-C、D |    | 獨唱曲                   |

AKB48
|      | 發行日期       | 單曲名稱           | 參與歌曲名稱       | 名義            | 收錄於 | MV | 備註                    |
| ---- | -------------- | ------------------ | ------------------ | --------------- | ------ | -- | ----------------------- |
| 27th | 2012年8月29日  | 格子花紋           | 那一天的風鈴       | Waiting Girls   | 劇場盤 |    | 出道作品                |
| 29th | 2012年12月5日  | 永遠的壓力         | 初戀蝴蝶           | HKT48           | Type-C | ★  |                         |
| 31st | 2013年5月22日  | 再見自由式         | 玫瑰的果實         | Under Girls     | 全版本 | ★  |                         |
| 34th | 2013年12月11日 | 倘若在梧桐樹什麼的 | 眨眼3次            | HKT48           | Type-H | ★  |                         |
| 35th | 2014年2月26日  | 勇往直前           | 早看穿你的謊言     | Beauty Giraffes | Type-A | ★  |                         |
| 37th | 2014年8月27日  | 心意告示牌         | 某人投的球         | Under Girls     | 全版本 | ★  |                         |
| 38th | 2014年11月26日 | 希望無限           | 希望無限           |                 | 全版本 | ★  | A面曲 首次進入AKB48選拔 |
| 39th | 2015年3月4日   | Green Flash        | 大人列車           | HKT48           | Type-H | ★  |                         |
| 41st | 2015年8月26日  | Halloween Night    | 水中傳導率         | Next Girls      | Type-C | ★  |                         |
| 43rd | 2016年3月9日   | 你就是旋律         | Make noise         | HKT48           | Type-C | ★  |                         |
| 45th | 2016年8月31日  | LOVE TRIP/分享幸福 | 從看得見岸上的海邊 | Future Girls    | Type-C | ★  |                         |
| 47th | 2017年3月15日  | Shoot Sign         | 轉不停的摩天輪     | HKT48           | Type-C | ★  |                         |
| 48th | 2017年5月31日  | 空有願望           | 當時的五百圓硬幣   |                 | Type-C | ★  |                         |
| 49th | 2017年8月30日  | ＃就是喜歡你       | 拖泥帶水的愛戀     | Under Girls     | 全版本 | ★  |                         |
| 51st | 2018年3月14日  | Ja-Ba-Ja           | 直到倒下為止       | HKT48           | Type-C | ★  |                         |
| 54th | 2018年11月28日 | NO WAY MAN         | 即使如此她依舊     | 大人選拔2018    | Type-B | ★  |                         |

### 專輯CD
HKT48
|     | 發行日期       | 專輯名稱 | 參與歌曲名稱 | 名義 | 收錄於 | 備註   |
| --- | -------------- | -------- | ------------ | ---- | ------ | ------ |
| 1st | 2017年12月27日 | 092      | 食指的子弹   |      | 全版本 | 主打曲 |
| 1st | 2017年12月27日 | 092      | 百香果的秘密 | Chou | Type-D |        |

AKB48
|     | 發行日期      | 專輯名稱                     | 參與歌曲名稱                 | 名義                    | 收錄於 | 備註 |
| --- | ------------- | ---------------------------- | ---------------------------- | ----------------------- | ------ | ---- |
| 4th | 2012年8月15日 | 1830m                        | 藍天 不會寂寞嗎？            | AKB48+SKE48+NMB48+HKT48 | 全版本 |      |
| 6th | 2015年1月21日 | 這裡是羅德斯島、在這裡跳吧！ | 這裡是羅德斯島、在這裡跳吧！ |                         | Type-A |      |
| 8th | 2017年1月25日 | 点时成菁                     | 谁让我哭？                   |                         | 剧场盘 |      |

### 劇場公演分組曲
| 研究生時期                            |                                 |                |
| HKT48 1st Stage「手牽手」公演         | 胸口的條碼                      | Center         |
| Team H時期                            |                                 |                |
| Team H 1st Stage「手牽手」公演        | 雨珠鋼琴師                      |                |
| Team H「博多傳奇」公演                | 無望之淚 （2013年10月30日以前） |                |
| Team H「博多傳奇」公演                | 禁忌的2人 （2013年11月7日以後） |                |
| Team H「博多傳奇」公演                | 制服的班比                      | 指原莉乃的代演 |
| Team H「博多傳奇」公演                | 玻璃般的我愛你                  | 兒玉遙的代演   |
| Team H「博多傳奇」公演                | 遠距離海報                      |                |
| HKT48 向日葵組「睡衣兜風」公演        | 無望之淚                        |                |
| Team KIV時期                          |                                 |                |
| Team KIV 1st Stage「劇場的女神」公演  | 夜風的惡作劇                    | Solo           |
| Team KIV 1st Stage「劇場的女神」公演  | 來一塊糖果                      | 宮脇咲良的代演 |
| Team KIV 1st Stage「劇場的女神」公演  | 你好 我的初戀                   | 朝長美櫻的代演 |
| HKT48 向日葵組公演「正在戀愛中」公演  | 春天到來之前                    |                |
| Team KIV 2nd Stage“最终钟声鸣响” 公演 | 再战                            |                |
| Team KIV 2nd Stage“最终钟声鸣响” 公演 | 對不起 我的寶石                 |                |
| Team KIV 3rd Stage“制服之芽” 公演     | 枯叶车站                        |                |

## 演出

### 電視劇
- 馬路須加學園0 木更津亂鬥篇（2015年11月29日，日本電視台）[58][註 3] ：飾演 角煮（カクニ）[59]
- AKB驚悚之夜　腎上腺素之夜 第20話「男友的老家」（2015年12月10日，朝日電視動畫、TELASA）：飾演 菜菜子（單篇主演）[60][61]
- 勇者義彥和被引導的七人 第9話（2016年12月3日，東京電視台）：客串 口紅少女組（ルージュ）的成員[62]
- 並不是想讓你選擇看護的工作（介護の仕事を選んでほしいわけじゃない；2021年10月29日，YouTube）：飾演 山口由衣（主演）[63]
- TIME TRAVELER -HALLOWEEN NIGHT from Chiyogasaki Hodai Ato-（2021年10月30日，YouTube）[64]
- 部長和社畜的戀愛令人著急（2022年1月6日－3月24日，東京電視台）：飾演 木村惠[65]
- トピックメーカー「コンカフェ好きピ!」（2022年5月19日－6月25日，千葉電視台）[66]

### 電視節目
- 藝能界特技王決定戰 TEPPEN（2014年1月4日[67]、2015年1月4日[68]、10月30日、2017年9月22日，富士電視台）
- ALL! V・VAREN（2017年9月30日－10月28日，於長崎縣內四個民營電視台播出）- 企劃記者、應援企劃實行委員[69]
- 早上了。KBC（2022年4月4日－2023年3月31日，九州朝日放送）- 報導記者[70]
- 早上了。7（2022年4月4日－2023年3月31日，九州朝日放送）- 報導記者[70]
- タイムカプセル 未来の私へ 第8、9集（2023年9月15日、29日）- 講解者
- 奏デンジャーIII（2024年2月9日－3月29日）- MC[71]
- 奏デンジャーIV（2025年2月7日－3月28日）- MC

### 廣播節目
- HKT48的寶貝廣播（；2012年8月23日－2013年3月28日，FM福岡（日语：エフエム福岡））[72]
- HKT48渡邊通1丁目FM小圓 ～從小圓的窗戶看出去～（日语：HKT48 渡辺通り1丁目FMまどか 〜まどかのまどから〜）（；2013年4月1日－2021年5月27日，FM福岡（日语：エフエム福岡））- 每星期由森保與一名非固定成員主持[73]
- Time SHOW Windows feat.森保圓（Time SHOW Windows feat.森保まどか；2021年10月1日－2023年3月31日，FM福岡）[74]

### 舞台劇
- HKT48指原莉乃座長公演（2015年4月8日－23日，明治座／8月15日－31日，博多座）：飾演 [75]
- 舞台「再會吧！青春小鳥」（2022年12月10日－16日，龜有Lirio Hall）：飾演 柏木優里（主演）[76]
- 暴走成人小學生 朗讀劇「マッチングアプリ:アップルボム(仮)」（2023年7月26日－30日，Sun Mall劇場）：主演 キャサリン[77]
- 暴走成人小學生 朗讀劇「シアター」3章（2023年9月20日－24日，Green劇場 BOX in BOX THEATER）：飾演 樋口もな（主角）[78]
- 博多座25周年紀念作品「新生!熱血ブラバン少女。」（2024年4月6日－21日，博多座／4月26日－28日，新歌舞伎座）：飾演 手塚杏[79][80]
- 劇團TEAM-ODAC 第44回本公演「ぶっ壊したい世界」（2024年10月2日－6日，俳優座劇場）：飾演 鎌足香苗[81]
- 演劇ドラマ「ガクヤ」（2024年12月14日，東池袋Atelier Fanfare／2025年1月18日，福岡市美術館 博物館大廳）
- 舞台「9 R.I.P.」（2025年3月12日－16日，全勞濟會館（日语：スペース・ゼロ））：飾演 飛騨咲耶果[82]
- 朗讀劇 櫻桃偵探社（2025年5月3日－5日，日經Hall）- 鋼琴演奏者、合奏團成員

### 廣告
- 讀賣新聞西部本社（2013年2月2日－）[83][84]
- 岩崎本舖「長崎角煮まんじゅう」（2015年1月2日－，岩崎食品）[19]
- UNIQLO「夏褲 TANPAN!」篇（2015年6月1日－）[85]
- Japanet Communications「新JC開始了」篇 森保圓Ver.（2017年9月4日－）- 福岡地區[86]
- 福岡三越開店20周年周年慶（2017年9月－，岩田屋三越）[87]
- ALFACE「同居室友」篇（2021年5月9日－，ALFACE）[88]
- 長崎草莓「美味しいいちごが食べた〜い」篇（2021年12月31日－，JA全農長崎）[45]
- 「知道嗎？ORC」（2022年2月27日－，東方空橋）[89]

### 配音
- 動畫 閃光！vivacious dash❤劇場版（2022年）：飾演 [90]

### 活動
- 砂糖之路×長崎燈會in博多站（2015年2月6日，博多站 博多口站前廣場 大型屋頂活動空間）[91]
- 2015 長崎燈會 皇帝遊行（2015年2月28日，長崎市）：飾演 皇后[92]
- 福岡三越 開業20週年紀念儀式（2017年9月26日，獅子廣場）- 來賓[93]
- 東京女孩展演
  - TGC KITAKYUSHU 2018 by TOKYO GIRLS COLLECTION（2018年10月6日，西日本綜合展示場）[94]
  - TGC KITAKYUSHU 2019 by TOKYO GIRLS COLLECTION（2019年10月5日，西日本綜合展示場）[95]
- 森保圓 PIANO LIVE~muddler's show~（2022年5月3日－4日，La Donna原宿／5月22日，天神Monolith）[96]
- 長崎銀行創業110週年紀念音樂祭（2022年11月12日，長崎新聞文化會館）- 鋼琴家[97]
- Yamaha音樂教室 70週年紀念迷你演唱會（2023年11月25日，Yamaha銀座店 1樓活動空間）[98]
- MADOKA MORIYASU Piano Live ～konne' muddler～（2024年12月1日，天神Monolith／12月21日，俺の輕食＆烘焙 大手町店）

## 書籍
- 森的獨白（森のモノローグ；2015年9月30日，集英社）[99][100]
- Score（スコア；2021年5月26日，KADOKAWA）[101][102][103]
- Lotus（2022年3月15日，KADOKAWA發行）[104][105]

### 數位寫真集
- Beautiful monologue（2022年4月11日，集英社）[106]

## 外部連結
- （日語）森保圓官方網站
- （日語）舊官方網站
- （日語）HKT48個人介紹頁
- （日語）森保圓的X（前Twitter）（2017年8月25日－）
- （日語）森保圓的Instagram帳戶（2017年7月26日－）
- （日語）森保圓的Google+（2012年1月27日－2019年4月2日，已關閉）
- （日語）森保圓 官方755 （页面存档备份，存于）
- （日語）森保 圓（HKT48 Team KIV）的SHOWROOM專頁（页面存档备份，存于）